# Senneville-sur-Fécamp
Senneville-sur-Fécamp é uma comuna francesa na região administrativa da Normandia, no departamento de Sena Marítimo. Estende-se por uma área de 4,75 km². Em 2010 a comuna tinha 895 habitantes (densidade: 188,4 hab./km²).